# Gammagrafía ósea
Una gammagrafía ósea es una prueba de medicina nuclear para encontrar ciertas anormalidades en los huesos. Se utiliza sobre todo para ayudar a diagnosticar: cáncer de los huesos o cáncer que se ha diseminado (metástasis) hasta el hueso, la localización de algunas fuentes de inflamación en los testículos (por ejemplo, dolor óseo, tales como dolor de espalda debido a una fractura), el diagnóstico de las fracturas que pueden no ser visibles en las tradicionales imágenes de rayos X, y la detección de daños en los huesos debido a ciertas infecciones y otros problemas.
Las gammagrafías óseas en medicina son un método más de una serie de métodos de formación de imágenes óseas, los cuales se utilizan para detectar visualmente anormalidades óseas. Este tipo de estudios por imágenes incluyen imágenes por resonancia magnética (RMN), tomografía computarizada (TC), radiografía simple y en el caso de la medicina nuclear "gammagrafías óseas". Sin embargo, una gammagrafía ósea es una prueba funcional, lo que significa que mide un aspecto del metabolismo óseo o remodelación ósea, lo que las otras técnicas de imagen no hacen. La gammagrafía ósea nuclear compite con el PET (Tomografía de emisión de positrones) para ver el metabolismo anormal de los huesos, pero la ventaja de la gammagrafía es que es considerablemente menos costoso.

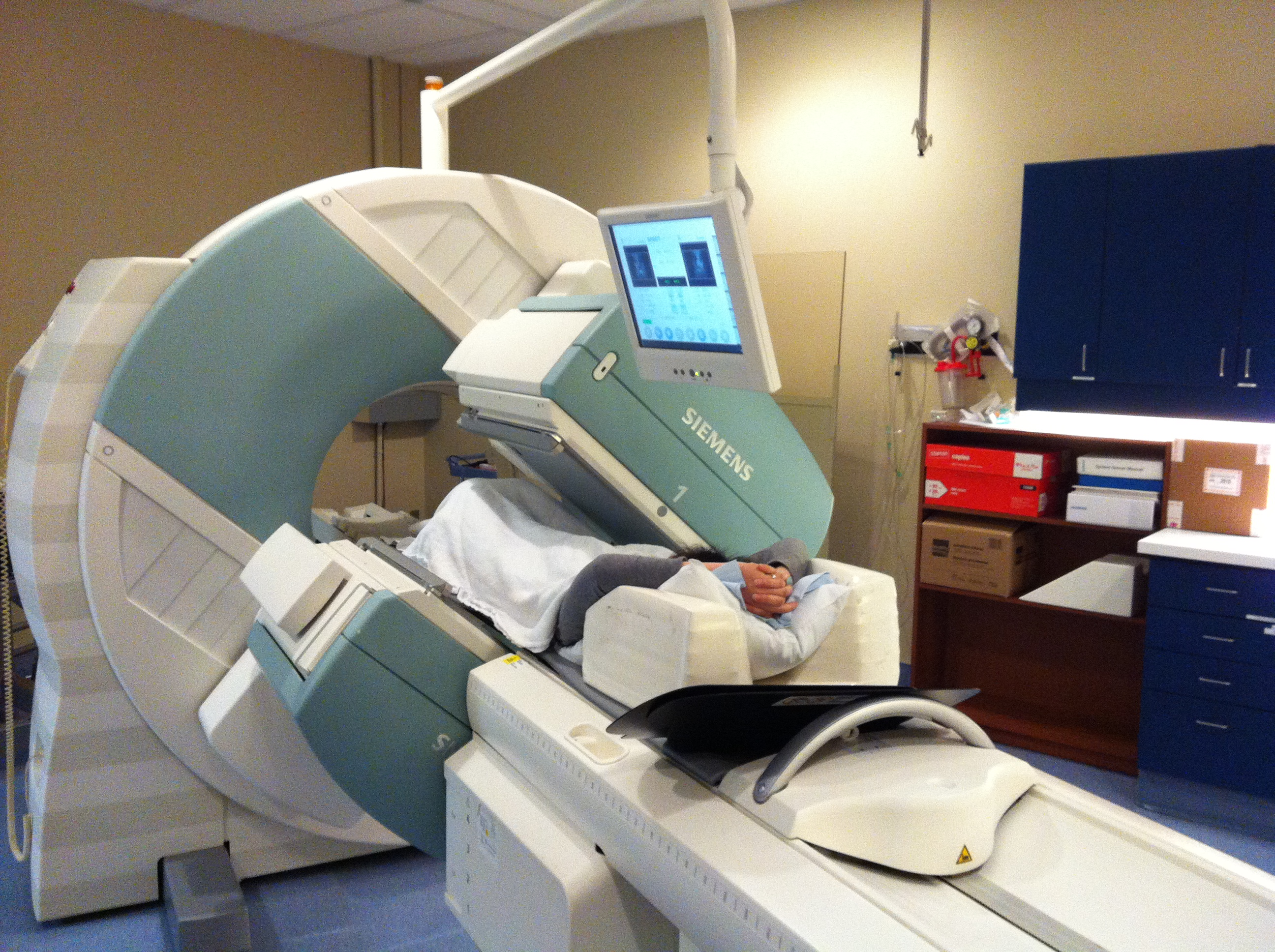
Un paciente en un SPECT óseo. El paciente permanece tumbado mientras dos gammacámaras rotan alrededor de él.

La gammagrafía ósea no debe confundirse con la densitometría ósea, otra prueba de Medicina Nuclear totalmente diferente basada en la atenuación que sufren los rayos X al atravesar al paciente, y que sirve para determinar patologías de pérdida de masa ósea como la osteoporosis.
Esta prueba es indolora sólo dolerá el pinchazo al paciente

## Técnica y Fundamento

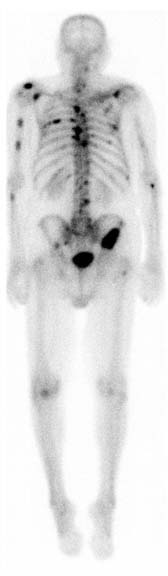
Gammagrafía ósea en la que se aprecian múltiples imágenes hipercaptantes correspondientes a metástasis de un carcinoma de próstata.

El fundamento de la gammagrafía ósea es la adsorción de bifosfonatos en cristales de hidroxiapatita en la matriz mineral del hueso. Estos difosfonatos son marcados con un radionúclido que emite radiación gamma, y esta radiación será captada por la gammacámara formando así la imagen. El radionúclido usado en la gammagrafía ósea es el (99mTc) Tecnecio-99 metaestable, un radionúclido muy usado en diversas pruebas de medicina nuclear.
En general, lo que se busca con esta prueba diagnostica son imágenes de hipercaptación que pueden ser localizadas, múltiples o difusas. Cuando son difusas recibe el nombre de superscan. Las imágenes de hipocaptación son más raras. El aumento de captación ósea puede ser por cuatro motivos: el aumento de la formación osteoide, una mineralización ósea aumentada, un aumento de la vascularización, del flujo sanguíneo, o por una denervación simpática. 
Un dato importante a tener en cuenta es que no todas las imágenes de hipercaptación son patológicas, por eso es muy importante que la imagen la valore un médico. Por ejemplo, las áreas de hipercaptación simétricas en un niño en edad de crecimiento no son patológicas, sino que corresponden a los puntos donde se está formando el hueso, las epífisis
La técnica en sí consiste en la administración intravenosa de 10-20 milicurios de 99mTc-MDP (Metilén difosfonato) o de 99mTc-HEDP (Hidroxi-Etilén-difosfonato). Tras 2-5 horas postinyección se realiza la adquisición de las imágenes de cuerpo entero, que se llama rastreo anterior y rastreo posterior. Eventualmente, estos rastreos de cuerpo entero se pueden complementar con: gammagrafías localizadas de huesos concretos, SPECT muy útil en columna vertebral y pelvis o gammagrafía ósea de tres fases.
Hay dos factores que determinan la calidad de la imagen gammagráfica:
- -- La captación esquelética: a las 2-3 horas postinyección se alcanza el 50% de la captación máxima. Y a las 5 horas postinyección del trazador se alcanza la captación máxima. Por tanto, hemos de tener en cuenta que cuanto más tiempo transcurra desde la inyección del trazador, mejor será la calidad de la imagen obtenida.

- -- La actividad de los tejidos blandos: si la función renal no es correcta, el trazador se va a acumular porque se elimina por vía renal. De modo que, los tejidos blandos van a captarlo dificultando la visualización del esqueleto que es lo que nos interesa en esta prueba.

## Procesamiento de la imagen
La evaluación de imágenes gammagráficas no requiere dispositivos especiales, aparte de la variación de contraste que muestra también las zonas con la menor absorción. En la gammagrafía trifásica o de tres fases en lugar de proceder posicionamiento ROI ( región de interés , es decir, regiones de interés) igual en los 2 primeros pasos en las regiones patológicas encontradas y las regiones de referencia (a menudo situado en el lado opuesto a los examinados). De este modo se pueden obtener las curvas de las que se muestra la absorción de las regiones resaltadas como una función del tiempo. Si las áreas patológicas han encontrado que la absorción que aumenta como una función del tiempo se puede suponer que la cifra es debido a una inflamación como el aumento de la captación en el nivel de las imágenes de la fase de la acumulación de sangre milita para un aumento de la permeabilidad capilar , típica de 'inflamación. Por otra parte también en este caso las imágenes finales pueden mostrar signos de remodelación ósea. La comparación con las curvas para las regiones de referencia puede ayudar en el diagnóstico.

## Indicaciones
La gammagrafía ósea está indicada para:
- Detección, control y seguimiento de tumores primarios óseos y para metástasis en hueso.
- Realizar el diagnóstico diferencial entre osteomielitis y celulitis.
- Evaluar las posibles fracturas de difícil detección radiográfica.
- Evaluación de las prótesis.
- Detección y seguimiento de la Enfermedad de Paget
- Investigación de cualquier dolor óseo.